# Боголюбов, Николай Семёнович
Николай Семёнович Боголюбов (24 ноября 1905, Москва, Российская империя — 4 июня 1975, Москва, СССР) — советский государственный и партийный деятель. Первый секретарь ЦК КП(б) Киргизии (1945—1950).

## Биография
Член РКП(б) с 1925 года.

### Образование
- вечерний рабфак имени М. И. Калинина (1929—1930)
- Московский механико-машиностроительный институт (1931—1934)
- Курсы переподготовки при ЦК ВКП(б) (1950—1951).

### Трудовая деятельность
- 1921—1924 гг. — работал в крестьянском хозяйстве
- 1924—1929 гг. — заведующий избой-читальней, инструктор, заведующий учётно-распределительным, информационным отделом Волоколамского уездного комитета ВЛКСМ, инструктор-рационализатор Всесоюзного общества «Оргстрой»
- 1929—1934 гг. — научный сотрудник, заведующий Сектором Института техники управления Народного комиссариата рабоче-крестьянской инспекции СССР
- 1934—1936 гг. — начальник политотдела мясосовхоза
- 1936—1938 гг. — первый секретарь Келлеровского, затем Щучинского райкома партии (Северо-Казахстанская область)
- 1938—1939 гг. — 3-й секретарь Северо-Казахстанского областного комитета КП(б) Казахстана
- 1939—1942 гг. — первый секретарь Семипалатинского обкома КП(б) Казахстана
- 1942—1943 гг. — третий секретарь ЦК КП(б) Казахстана
- 1943—1944 гг. — первый секретарь Алма-Атинского обкома КП(б) Казахстана
- 1944—1945 гг. — первый секретарь Восточно-Казахстанского обкома КП(б) Казахстана
- 1945—1950 гг. — первый секретарь ЦК КП(б) Киргизии
- 1951—1956 гг. — начальник Главного дорожного управления при СМ РСФСР, заместитель министра дорожного и транспортного хозяйства РСФСР, заместитель министра автомобильного транспорта и шоссейных дорог СССР
- 1956—1974 гг. — главный государственный арбитр Государственного Арбитража при СМ РСФСР.

С 25.07.1974 года персональный пенсионер.
Депутат Верховного Совета СССР 1-3 созывов.
Похоронен на Новодевичьем кладбище.

## Семья
Сын — Александр Николаевич Боголюбов (р. 28 марта 1945) — д.ф.-м.н., профессор, зав. отделением прикладной математики МГУ.

## Награды
Два ордена Ленина, ордена Трудового Красного Знамени (05.11.1940, «в связи с 20-летним юбилеем Казахской ССР, за достижения в развитии промышленности, сельского хозяйства, науки и искусства»), Отечественной войны I степени, «Знак Почёта».